# 柳沢幸雄
柳沢 幸雄（やなぎさわ ゆきお、1947年4月14日 - ）は、日本の化学者、東京大学名誉教授（2012年3月退官）。博士（工学）。元開成中学校・高等学校校長（在任：2011年4月 - 2020年3月）。北鎌倉女子学園学園長（在任：2020年4月 - ）。

## 人物
シックハウス症候群、化学物質過敏症研究の第一人者。1976年から環境についての研究一筋で現在に至る。ハーバード大学ではベストティーチャーに数回選ばれ、教育に熱心である。
幼少期の自宅は東京・上野の不忍池のほとりにあり、身体が弱く、小学校には1年遅れで入学、家の近くの開成に進学した。父親が「好きに使え」と言って早稲田大学への入学に必要な二十数万円の小切手を渡してきたので、学費の安い東大を選び、残った20万円で中古のルノーを手に入れた。卒業後、日本ユニバック（現日本ユニシス）にシステムエンジニアとして入社、池袋の西武百貨店で開かれていたユージン・スミスの写真展で水俣病患者の写真に衝撃を受け、公害問題に取り組むため、会社を辞め、弟と塾を経営しながら東大大学院で「自動車による環境汚染」を研究。博士号取得後、ハーバードの公衆衛生大学院の研究員となり1984年に渡米。

## 経歴

### 学歴
- 1964年 開成中学校卒業
- 1967年 開成高等学校卒業
- 1971年 東京大学工学部化学工学科卒業
- 1977年 東京大学大学院工学系研究科化学工学専攻修士課程修了
- 1981年 東京大学大学院工学系研究科化学工学専攻博士課程修了

### 職歴
- 1971 - 1974年 システムエンジニアとして日本ユニバック株式会社に勤める。
- 1981 - 1985年 東京大学工学部化学工学科 助手
- 1984 - 1985年 ハーバード大学公衆衛生大学院環境健康学科 研究員
- 1986 - 1992年 ハーバード大学公衆衛生大学院環境健康学科 助教授
- 1992 - 1997年 ハーバード大学公衆衛生大学院環境健康学科 准教授
- 1993 - 1997年 地球環境産業技術研究機構 主席研究員
- 1997 - 1999年 東京大学工学部化学システム工学科 寄付講座教授
- 1997 - 2002年 ハーバード大学公衆衛生大学院環境健康学科 併任教授
- 1999 - 1999年 東京大学大学院工学系研究科化学システム工学専攻 教授
- 1999 - 2012年 東京大学大学院新領域創成科学研究科環境システム学専攻 教授
- 2011 - 2020年 開成中学校・高等学校 校長
- 2020年 - 北鎌倉女子学園学園長

## 著書

### 単著
- 子どもに勉強は教えるな（中央公論新社、2019）
- ほめ力（主婦と生活社、2014）
- エリートの条件（KADOKAWA、2014）
- 自信はこの瞬間に生まれる（ダイヤモンド社、2014）
- 東大とハーバード世界を変える「20代」の育て方（大和書房、2013）
- CO2ダブル 地球温暖化の恐怖（三五館、1997）

### 共著
- 「開成x灘式」思春期男子を伸ばすコツ（中公新書クラレ、2014）
- 東洋経済オンライン編集部編 超一流中高校長先生の教え、子供のやる気を引き出す65の言葉（東洋経済新聞社、2014）
- 池上彰編 先生！（岩波新書、2013）
- 朝日小学生新聞編集部編 真のエリートを育てる灘・開成の教育（朝日学生新聞社、2013）
- 環境大辞典（東京化学同人、1983）
- 大気環境サーベイランスシステム（東京大学出版会、1984）
- How to Conquer Air Pollution: A Japanese Experience（Elsevier、1989）
- 国際マベリックへの道（西村肇、今北純一、小川彰、高尾克樹、鈴木栄二、若槻壮市　筑摩書房[ちくまライブラリー]、1990）
- 地球環境のための化学技術入門（オーム社、1992）
- Environmental Carcinogens: Methods of Analysis a*nd Exposure Measurement - Volume 12 - Indoor Air (WHO IARC Scientific Publications No 109, Lyon, 1993)
- Common Security in Asia (Tokai University Press, 1995)
- 砂漠工学（森北出版、1998）
- 環境大事典（工業調査会、1998）
- シックハウス事典 －社団法人日本建築学会編－（日本建築学会編、技報堂出版、2001）
- くらしの中の知らない化学物質4 住まい（くもん出版、2001）
- 化学物質過敏症（石川哲、宮田幹夫 文藝春秋[文春新書]、2002）
- シックハウス対策のバイブル（日本建築学会編、彰国社、2002）
- 私の化学物質過敏症 患者たちの記録（化学物質過敏症患者の会編、実践社、2003）
- シックハウス対策の最新動向 環境設計・測定・治療（（株）エヌ・ティー・エス、2005）
- 〜室内環境を中心とした〜 国内外VOC規制の最新動向と放散ガスの測定及び評価（技術情報協会、2005）
- シックハウスを防ぐ最新知識 －健康な住まいづくりのために－（日本建築学会、2005）
- 生活習慣病と建築医学 環境が脳をつくり、脳が免疫をかえる（日本建築医学協会編、一光社、2008）
- エネルギーの事典 6章エネルギーと環境 6.2地球温暖化対策 6.2.2高効率化と省エネルギー（日本エネルギー学会編、朝倉書店、2009）

### 編著
- 地球温暖化問題ハンドブック（アイピーシー(IPC Publishing Inc.)、1990）
- 地球環境工学ハンドブック（オーム社、1992）

### 監修
- 地球を救う365の方法（ピエ・ブックス、2010）
- 科学技術英語徹底トレーニング―環境工学（アルク、2010）

### その他
- Human Choice & Climate Change -Chapter 4 (John Weyant, Yukio Yanagisawa Battelle Press, 1998)
- ダイオキシン・環境ホルモン対策国民会議CSプロジェクト 化学物質過敏症対策の経過、現状および問題点 NPOダイオキシン・環境ホルモン対策国民会議 (2010)

## 所属学会
- 室内環境学会
- 大気環境学会
- 臨床環境医学会
- 化学工学会
- 日本建築学会
- 環境情報科学センター
- Air & Waste Management Association
- International Society of Indoor Air Quality (ISIAQ)